# Chinese tempel

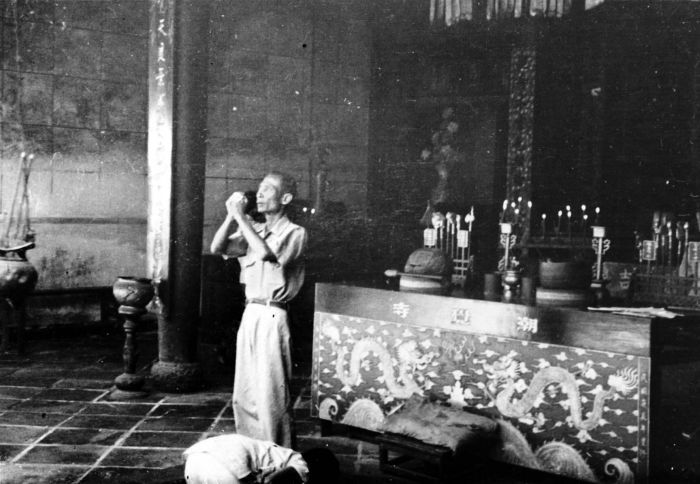
Gelovigen in een Chinese tempel in Cheribon

Een Chinese tempel verwijst naar elke tempel die de traditionele Chinese godsdienst als godsdienstige stroming heeft. De tempel bevat de drie belangrijkste godsdiensten van de Chinezen: het taoïsme, het confucianisme en het Chinees boeddhisme. Boeddhistische tempels zien er anders uit dan tempels van de andere twee godsdiensten.
In een Chinese tempel ziet men vaak een mix van elementen van het boeddhisme en taoïsme. Een beeld van Guan Yin kan naast beelden van traditionele taoïstische goden zoals de Jadekeizer en Tianhou staan.
Tijdens de Culturele Revolutie zijn vele Chinese tempels beschadigd of vernietigd. De Chinese tempels buiten China komen vaak voor in Chinese buurten. De tempels zijn er in allerlei soorten en maten. Soms zijn ze zo klein als een huiskamer, soms zo groot als twee voetbalvelden, soms huist de tempel zich in een oud westers gebouw en soms is de tempel nieuw gebouwd in Chinese stijl.
Het aantal Chinese tempels buiten China verschilt per Chinese buurt. In sommige landen zoals Suriname waar de meerderheid van de overzeese Chinezen gekerstend zijn, vindt men geen één Chinese tempel. In Nederland vindt men geen Chinese tempels, maar wel tempels van het Chinees boeddhisme. Terwijl in Amerika vrijwel elke Chinese buurt minstens één Chinese tempel bevat. In Indonesië zijn vele Chinese tempels te vinden die gebruikt worder door de Chinese Indonesiërs. In dat land noemt men een Chinese tempel: klenteng.

## Offeren

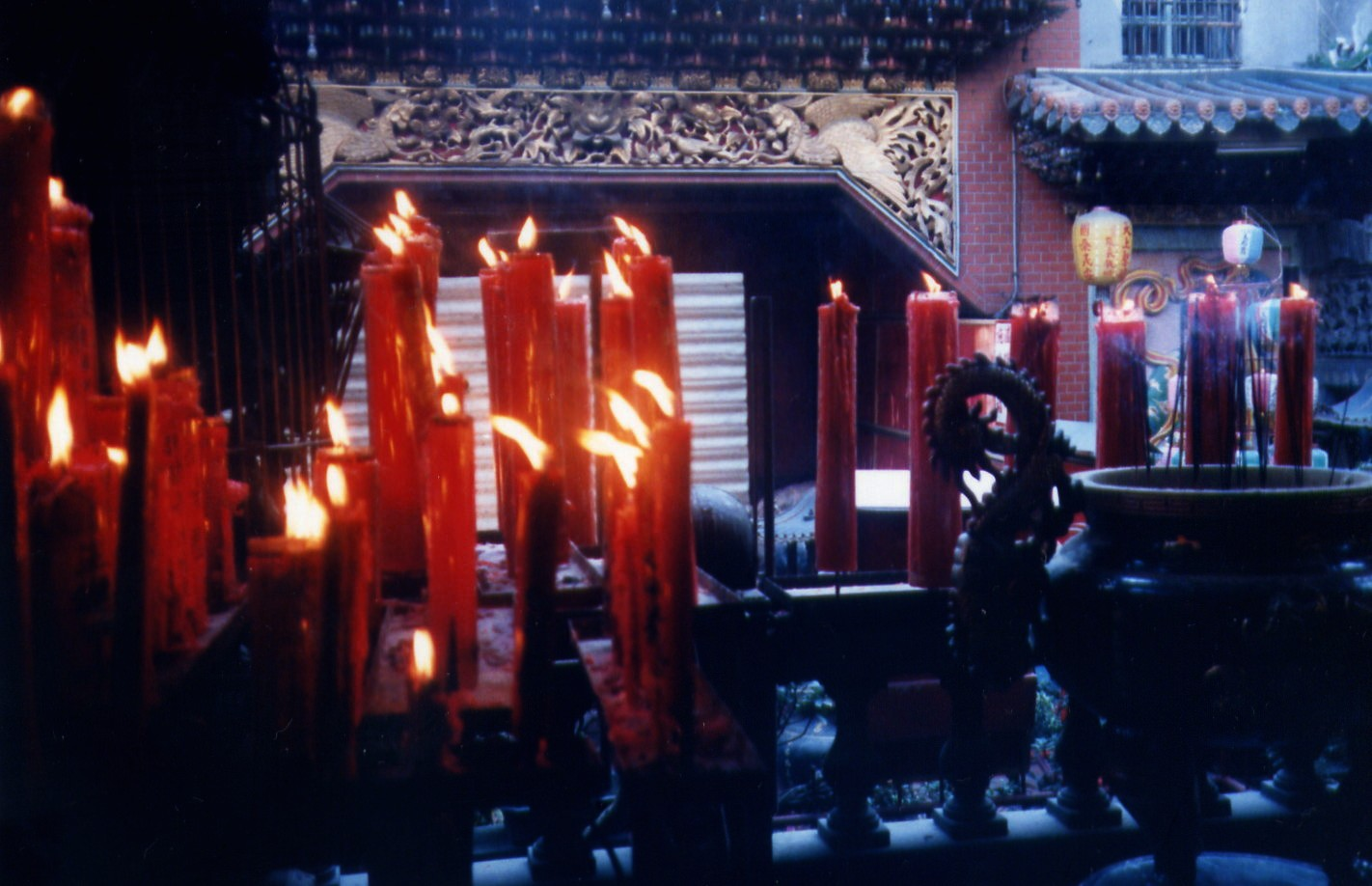
Devotiekaarsoffers in een Chinese tempel

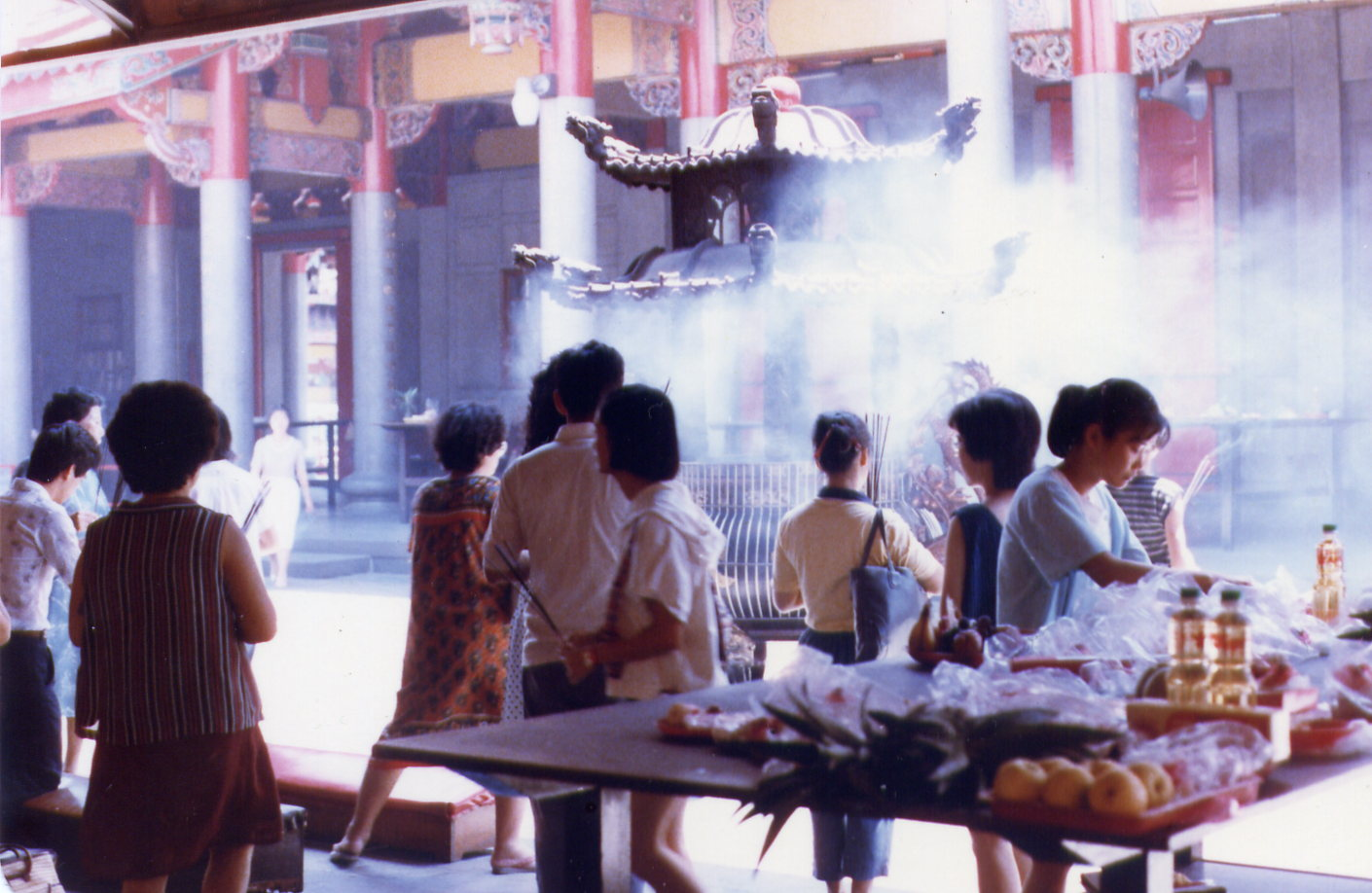
Wierookoffering

In Chinese tempels kan men op vele manieren offeren. Men offert wierookstokjes, wierookstokken, Chinese godenpapier, rode religieuze kaarsen, bloemen, water/thee en fruit. De kaarsen worden net als in het katholicisme en Oosters orthodoxe christendom aangestoken om iets te wensen. Voor niet-boeddhistische godheden worden ook alcoholische dranken zoals bier en vlees zoals een geroosterd speenvarken geofferd. Mensen offeren meestal drie of negen wierookstokjes/wierookstokken aan de goden en boeddhistische heiligen. Na het offeren moet men een gelddonatie aan de tempel geven door geld in een houten doos te stoppen die voor het altaar staat.
Als een wens is uitgekomen, moet men bij het volgende tempelbezoek uitbundig offeren om de goden of boeddhistische heiligen te bedanken.

## Toekomst voorspellen
In Chinese tempels kunnen mensen hun toekomst voorspellen door qiuqian.

## Talisman
In grote Chinese tempels kan men talismans (zoals fulu) "krijgen" van de goden of boeddhistische heiligen. Deze beschermen volgens het geloof de drager tegen boze geesten en ongeluk.